# Tennis for Two
Tennis for Two was het eerste echte computerspel, gemaakt in 1958 op een Donner Model 30 analoge computer. Het spel is gemaakt door de Amerikaanse wetenschapper en natuurkundige William Higinbotham voor de open dag van zijn laboratorium. Met het spel kunnen twee personen tennis spelen op een oscilloscoop. Het spel kan worden gezien als voorganger van Pong. Omdat Higinbotham het zelf niets bijzonders vond, heeft hij er nooit een patent op aangevraagd.
Het spel werd getoond als attractie bij een open dag van het Brookhaven National Laboratory waar hij werkte. Hij had geleerd dat computers raketbanen konden uitrekenen en had deze wetenschap gebruikt als basis voor dit spel. Het spel simuleerde een bal op een tennisbaan en werd bediend door een aluminium analoge controller. Als de bal werd geraakt, werd er ook een geluid afgespeeld. Het apparaat was in twee uur bedacht en in drie weken tijd in elkaar gezet met hulp van Robert V. Dvorak. Zonder scherm en oscilloscoop had het spel ongeveer de grootte van magnetron. Bij de open dag stonden bezoekers in de rij om het nieuwe spel te mogen spelen. Een jaar later werd het spel nogmaals bij de open dag getoond, maar ditmaal een verbeterde versie. Het spel had toen een groter scherm en verschillende gradaties van zwaartekracht. Het spel werd ontmanteld na de open dag en raakte in vergetelheid. In 1997 werd het spel nogmaals nagebouwd bij het 50-jarige bestaan van Brookhaven's. Dit duurde drie maanden, met name omdat de onderdelen niet gelijk beschikbaar waren.